# 福島民話館 ねぇみんな…
『福島民話館 ねぇみんな…』（ふくしまみんわかん ねぇみんな）は、2003年10月から2005年9月まで福島中央テレビで放送されたテレビ番組。全96話。放送時間は毎週土曜 11:45 - 12:00 (JST) 。
この項目では、2005年10月から2006年9月まで同局で放送された後継番組『福島民話館 ねぇみんな…2』についても触れる。

## 概要
福島県内各地に伝わる民話をCGアニメ化し、番組放送当時の各地の様子と合わせて紹介していた番組。CGアニメの形式はエピソードごとに異なり、立体的な3DCGから水墨画調の絵本のようなものまでありとバラエティに富んでいた。対して『福島民話館 ねぇみんな…2』は、福島に縁のある人物が民話を語る番組として放送された。
この番組は、2005年4月から2006年3月までBSフジでも『ねぇみんな… ふーちゃんの福島民話館』と題して放送された。同局での放送時間は毎週月曜 19:30 - 20:00 (JST) で、二本立て編成だった。また、本放送の終了後も2007年3月まで同時間帯で再放送された。

## スタッフ
- 民話語り部：横山幸子
- 声の出演：
  - 佐藤B作
  - MASAE
  - 根本泰彦
- 方言指導：根本泰彦
- 脚本：竹治政枝
- 総合プロデューサー：須藤正徳
- CGプロデューサー：稲蔭正彦、近藤左千子
- 音楽：服部隆之
- 演出：滝口伸一
- 総合演出：竹治政枝

## 主題歌
「ねぇ みんな…」
作詞：竹治政枝、作曲：服部隆之、歌：茂森あゆみ